# Lex Aemilia
Droit romain et lois romaines
Lex Canuleia
(445 av. J.-C.) Lex Pinaria Furia Postumia
(432 av. J.-C.)
La Lex Aemilia est une loi romaine présentée par le dictateur Mamercus Aemilius Mamercinus et votée en 434 av. J.-C. Elle modifie la durée du mandat des censeurs qui passe de cinq ans à dix huit mois.

## Contexte
En 438 av. J.-C., Fidènes, colonie romaine, trahit Rome et se range aux côtés des Véiens menés par le roi Lars Tolumnius. Mamercus Aemilius Mamercinus est nommé une première fois dictateur en 437 av. J.-C. afin de prendre en main les opérations militaires contre les Fidénates et les Étrusques. Lorsqu'en 434 av. J.-C. la nouvelle d'une possible coalition entre Véiens et les cités de la Dodécapole étrusque parvient à Rome, les consuls et le Sénat décident de nouveau de nommer un dictateur en la personne de Mamercinus, avec Aulus Postumius Tubertus pour maître de cavalerie. Finalement, les Étrusques ne suivent pas les Véiens et aucune guerre n'est engagée.

## Passage de la loi
Bien que la menace à l'origine de sa nomination comme dictateur ait temporairement disparu, Mamercinus n'abdique pas tout de suite et profite des pleins pouvoirs dont ils disposent pour proposer une loi limitant la durée de la censure. Il est probable que Mamercinus ait voulu réduire le déséquilibre entre la durée du mandat de cinq années (un lustrum) de la censure créée en 443 av. J.-C. et celle des autres magistratures comme le consulat qui est d'une année. Le Sénat s'oppose à cette mesure qui est d'autre part appréciée par le peuple, la durée du mandat des censeurs étant jugée excessive et la magistrature perçue comme tyrannique. Mamercinus soumet alors la lex Aemilia de censura minuenda aux comices tributes qui l'approuvent. Selon cette loi, la durée de la censure est abaissée à dix-huit mois, par contre les élections censoriales continuent de se tenir tous les cinq ans, c'est-à-dire à chaque lustrum. Cette disposition est maintenue jusqu'à la fin de la République romaine.
Selon Theodor Mommsen, l'analyse proposée par Tite-Live est peu crédible. D'une part, la première censure n'est peut-être pas authentique et d'autre part, la création d'une magistrature dont le mandat est d'emblée de cinq années paraît être une mesure excessive étant donné que l'objectif est de décharger les consuls de certaines missions. Il est possible que les auteurs antiques aient confondu la durée du lustrum de cinq années avec la durée du mandat d'un censeur. Il paraît plus probable que le censeur est à l'origine élu pour une année, à l'instar du magistrat qu'il supplée. Selon cette analyse, la Lex Aemilia n'abaisse pas la durée du mandat mais au contraire, augmente le délai maximal imparti aux censeurs d'une année à dix-huit mois. Cette mesure a peut-être été rendue nécessaire par l'accroissement des fonctions des censeurs qui ne peuvent plus alors compléter leurs missions en une seule année.

## Conséquences

### Réactions des censeurs (434)
En représailles, les censeurs Marcus Geganius Macerinus et Caius Furius Pacilus Fusus usent de leur pouvoir pour changer Mamercinus de tribu et lui imposer un impôt huit fois plus important que ce qu'il verse déjà. Cette vengeance provoque la colère populaire et contribue à augmenter le prestige de Mamercus Aemilius Mamercinus qui a abdiqué immédiatement après le vote de la loi. C'est peut-être grâce au soutien du peuple que le passage de cette loi n'est pas jugé illégal malgré la forte opposition du Sénat et le fait que Mamercinus n'a pas été nommé dictateur pour légiférer.

### La censure d'Appius Claudius Caecus (312-308)
Cette loi est respectée pendant des années, jusqu'à la censure de 312 av. J.-C. d'Appius Claudius Caecus et Caius Plautius Venox. Ce dernier abdique au bout de dix-huit mois en 310 av. J.-C. pensant que son collègue en ferait autant, mais Appius Claudius Caecus se maintient malgré l'opposition du peuple et de ses représentants, dont le tribun de la plèbe Publius Sempronius Sophus, ainsi que du Sénat,, jusqu'en 308 av. J.-C. Il a ainsi l'honneur de donner son nom aux travaux entrepris durant cette censure, notamment au premier aqueduc de Rome, l'aqueduc de l'Aqua Appia, mais aussi à la Voie Appienne. Si Appius Claudius n'a pas tenu compte des dispositions prises par la Lex Aemilia c'est parce que selon lui, il s'agit d'une loi ponctuelle qui ne s'applique qu'aux deux censeurs de 434 av. J.-C. et non à leurs successeurs,. Appius Claudius met à profit ses compétences de juristes afin de convaincre les tribuns de la plèbe qui décident finalement de le proroger dans ses fonctions à sept voix contre trois afin de mener à bien ses opérations édilitaires,.